# Johan Lorenz Österlund
Johan Lorenz Österlund, född 1860, död 9 maj 1930 i Stockholm, var en svensk varietéartist och sångtextförfattare. Han använde pseudonymen J.L. Ö-d.
Bland hans verk märks en av de olika texter som finns till Arholmavalsen (musik: Albin Carlsson) som bland annat förekommer i filmerna 100 dragspel och en flicka och Bomsalva.